# Änkan till en indianhövding

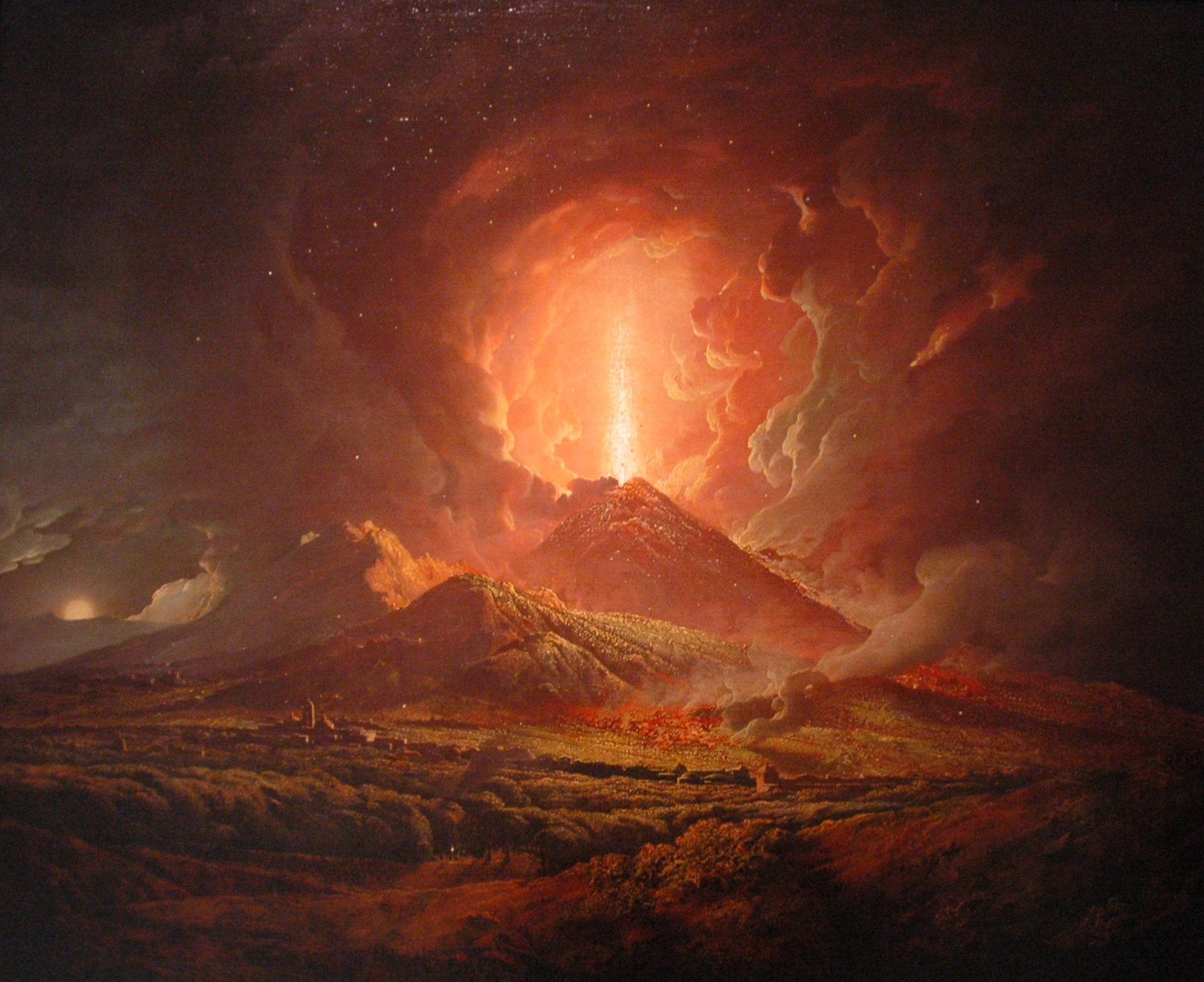
Wrights Vesuvius from Portici (1774–1776), Huntington Library i San Marino, Kalifornien.

Änkan till en indianhövding (engelska: The Widow of an Indian Chief Watching the Arms of Her Deceased Husband) är en oljemålning av den engelske konstnären Joseph Wright of Derby. Den målades 1785 och ingår sedan 1961 i Derby Museum and Art Gallerys samlingar.
Wright var inspirerad av irländaren James Adairs bok History of the American Indians (1775) när den här målning tillkom. Han reste aldrig till Nordamerika och landskapet påminner mer om Neapel som han besökte och avbildade i Vesuvius from Portici (1774–1776). Indiankvinnan är avbildad när hon i ensamhet sörjer sin man och hennes hållning har likheter med antika skulpturer.